# ГЕС Сурдук-Нехояшу
ГЕС Сурдук-Нехояшу — гідроелектростанція на південному сході Румунії, у повіті Бузеу (історичний регіон Мунтенія).
У 1980-х роках в Румунії запланували освоєння гідроенергетичних ресурсів у басейні річки Бузеу (права притока Серету). Всього розглядалась можливість створення ГЕС із потужністю до 400 МВт, а першим реалізованим проектом стала ГЕС Сіріу-Нехояшу (Нехояшу І) потужністю 42 МВт. Її машинний зал спорудили на північ від містечка Нехою, неподалік впадіння в Бузеу лівої притоки Bâsca (в нижній течії також називається Bâsca Roziliei). Ресурс до нього подавався із створеного вище по течії Бузеу водосховища Сіріу. Як наступний етап планувалось спорудження гребель та дериваційних тунелів в басейні згаданого вище притоку Bâsca, які б забезпечували роботу станцій з потужністю до 186 МВт. При цьому основний внесок мала б робити станція Нехояшу ІІ, із машинним залом на тому ж місці, що у Нехояшу І, та підвідним тунелем з басейну Bâsca. Втім, повалення комуністичної диктатури перервало реалізацію масштабних гідроенергетичних проектів.
Відновлення будівництва гідровузла припало на початок 2010-х, коли відновились роботи по першому етапу гідровузла — спорудженню станції Сурдук-Нехояшу (Нехояшу ІІ) із потужністю у 55 МВт. При цьому на річці Bâsca у її верхній течії (відома також як Bâsca Mare) за допомогою водоскидної греблі Сурдук створюється невелике водосховище із об'ємом 0,6 млн м3 (корисний об'єм 0,36 млн м3). Його завдання забезпечувати відведення води у дериваційний тунель довжиною 17 км, що прямує на південь крізь гірський масив до машинного залу. Тунель із діаметром 4 метри, розрахований на пропуск 40 м3/с, завершуватиметься напірною шахтою довжиною 2,6 км із змінним діаметром від 4 до 3,1 метра. В цілому така схема забезпечуватиме напір у 490 метрів та виробітку електроенергії на двох турбінах типу Френсіс загальною потужністю 55 МВт у розмірі 172 млн кВт-год на рік.
На початку 2016-го завершилось спорудження тунелю Сурдук-Нехояшу, який став найдовшою спорудою такого типу в країні за останні три десятиліття. Введення ж ГЕС в експлуатацію заплановане на 2018 рік. Загальна вартість цих робіт оцінюється у 350 млн євро.
У випадку повернення до планів більш масштабного гідровузла також можливе:
- прокладання дериваційного тунелю між верхів'ями річки Забала (із басейну іншої правої притоки Серету Путни) та долиною Bâsca Mică (ліва притока річки Bâsca), довжиною 6,5 км та пропускною здатністю 6,3 м3/с;
- прокладання дериваційного тунелю між Bâsca Mică та Basca для подачі ресурсу в останню вище від греблі Сурдук (загальна довжина 14,5 км, пропускна здатність від 15,8 до 20,2 м3/с);
- збільшення потужності ГЕС Нехояшу ІІ на 83 МВт;
- створення на річці Bâsca вище від греблі Сурдук водосховища Ciresu із об'ємом 191 млн м3 (корисний об'єм 160 млн м3) для накопичення ресурсу та забезпечення рівномірності діяльності гідровузла (на дериваційному тунелі між греблями Ciresu та Сурдук також можливе спорудження ГЕС потужністю 20 МВт).